# Liste der Bodendenkmale in Belm
In der Liste der Bodendenkmale in Belm sind die Bodendenkmale der niedersächsischen Gemeinde Belm aufgeführt. Die Quelle ist der Denkmalatlas Niedersachsen.
- Bitte beachten Sie, dass diese Liste keinen Anspruch auf Vollständigkeit erhebt.
- Die Angaben ersetzen nicht die rechtsverbindliche Auskunft der zuständigen Denkmalschutzbehörde.
- Es sind nur Daten aus dem Denkmalatlas verarbeitet.
- Der Stand der Liste ist der 22. Mai 2025.

Belm im Landkreis Osnabrück

## Allgemein
In den Spalten finden sich folgende Informationen des Bodendenkmales:
| Lage         | geographische Koordinaten                                                           |
| Bezeichnung  | Bezeichnung lt. Denkmalatlas                                                        |
| Beschreibung | Beschreibung lt. Denkmalatlas                                                       |
| ID           | Objekt-ID                                                                           |
| Bild         | Bild, ggf. zusätzlich mit Link zu weiteren Fotos im Medienarchiv Wikimedia Commons. |

## Belm
| Lage                                     | Bezeichnung                            | Beschreibung | ID       | Bild |
| ---------------------------------------- | -------------------------------------- | --- | -------- | ---- |
| 52° 18′ 5″ N, 8° 8′ 9″ O                 | Belm 2, Grabhügel (de graute Bettstie) | Durchmesser ca. 16 m und Höhe ca. 1,1 m. Rund. Rand abgesetzt, Kuppenmulde (Dm. 8 m; T. 0,6 m). | 28948983 | BW   |
| 52° 17′ 34″ N, 8° 7′ 4″ O                | Belm 3, Schalenstein                   | Findling aus grauem Granit. L. 1,3 × 1,8 m; etwa 0,9 m aus dem Boden ragend. Auf dem Scheitel des aufrecht stehenden ovalen Steines von O-W insgesamt 12 flache Schälchen, Dm. 5 – 8 cm, 2 sehr flache Schälchen derselben Größe. | 28948984 | BW   |
| 52° 17′ 34″ N, 8° 7′ 15″ O               | Belm 4, Grabhügel                      | Durchmesser ca. 11 m und Höhe ca. 0,8 m. Rand nach NO abgesetzt, sonst allmählich auslaufend. Kuppe abgeflacht, darin flache unregelmäßige Eingrabung. | 28948985 | BW   |
| Am Buchenbrink 52° 18′ 1″ N, 8° 8′ 10″ O | Belm 19, Grabhügel                     | Durchmesser ca. 9 m und Höhe ca. 0,5 m. Rund. Rand schwach abgesetzt. SW-Rand durch Straßenbau angeschnitten, Kuppenmulde. | 28949117 | BW   |
| 52° 17′ 57″ N, 8° 8′ 10″ O               | Belm 21, Grabhügel                     | Größe ca. 40 × 5 m und Höhe ca. 0,6 m. Langhügel in NW-SO-Ausrichtung. NO-Rand deutlich abgesetzt, SW-Rand nur schwach abgesetzt. | 28948986 | BW   |
| 52° 17′ 56″ N, 8° 8′ 10″ O               | Belm 22, Grabhügel                     | Durchmesser ca. 15 m und Höhe ca. 1 m. Fast rund. Rand nach N, O und S deutlich abgesetzt. Im W durch Feldweg angeschnitten. Eingrabungen am Rand und in der Kuppe. | 28948880 | BW   |
| 52° 17′ 58″ N, 8° 8′ 34″ O               | Belm 23, Befestigter Speicher          | Größe ca. 13 × 11 m. Speicherinsel, rundoval, ebenerdig. Von einem - heute verlandeten - Wassergraben umgeben. Br. des Grabens ca. 6 m; T. bis 1,2 m. Im O-Bereich Steinbefestigung des Grabens mit Wasserstauvorrichtung. Gesamtfläche: L. ca. 35 m; Br. ca. 25 m. Im W ein Grabenzulauf. L. 15 m. Spätmittelalterliche oder neuzeitliche Anlage. | 28948881 | BW   |
| 52° 17′ 33″ N, 8° 7′ 22″ O               | Belm 39, Schanze                       | Die Anlage besteht aus einer ca. 6 m breiten Glacis, hinter der 2 kleinere Wälle und Erdhügel als Schanzung, Hindernis oder Plattform errichtet sind. Am äußeren Rand eines ca. 4 m breiten und ca. 2 – 3 m tiefen Grabens sind Reste einer Brustwehr zu erkennen, von der aus halbrunde Erdrampen in die Schanze führen. Die Ausdehnung der Anlage beträgt ca. 100 – 150 m (O- W) und etwa 200-250 m (N-S). Von einem Waldweg in SW- NO- Ausrichtung durchschnitten. Es könnte sich um eine der Erdschanze handeln, die im 17. Jh. - insbesondere vom schwedischen Heer unter G. Gustavson - angelegt worden sind. | 28954545 | BW   |

## Haltern
| Lage                        | Bezeichnung               | Beschreibung | ID       | Bild           |
| --------------------------- | ------------------------- | --- | -------- | -------------- |
| 52° 19′ 4″ N, 8° 10′ 59″ O  | Haltern 6, Grabhügel      | | 28948993 | BW             |
| 52° 19′ 0″ N, 8° 11′ 7″ O   | Haltern 7, Grabhügel      | | 28948994 | BW             |
| 52° 18′ 48″ N, 8° 11′ 35″ O | Haltern 8, Landwehr       | | 28990034 | BW             |
| 52° 18′ 44″ N, 8° 12′ 5″ O  | Haltern 11, Großsteingrab | Mächtige, trapezförmige Steinkammer in ungefährer O-W-Richtung. Gesamtl. 13 m; Br. 6 m. Gut erhalten. N-Seite besitzt sechs Träger in situ, es fehlt der westliche. S-Seite besitzt sieben Träger, es fehlt keiner. Auch diese stehen - bis auf den zweiten von W, der nach innen gedrückt ist - in situ. Die westliche Schmalseite besteht aus einem Tragstein in situ, die östliche Schmalseite besitzt zwei Träger, von denen der südliche in situ, der nördliche nach außen gedrückt ist. Von den ursprünglich vorhanden gewesenen sechs Decksteinen sind fünf erhalten, jedoch sämtlich in die Kammer gestürzt. Die Mächtigkeit der Decksteine nimmt mit der Verbreiterung der Kammer nach O zu. Die Tragsteine der südlichen Langseite weisen zwischen dem dritten und vierten, von W gezählt, eine Lücke auf, den Eingang markierend. (Sprockhoff Nr. 917). | 28948995 | Weitere Bilder |
| 52° 18′ 21″ N, 8° 11′ 46″ O | Haltern 12, Grabhügel     | Durchmesser ca. 14 m und Höhe ca. 0,9 m. Rund. Rand gut abgesetzt. Ausgeprägte Kuppenmulde, in der eine Eiche steht. | 28948996 | BW             |
| 52° 18′ 41″ N, 8° 11′ 3″ O  | Haltern 18, Grabhügel     | Durchmesser ca. 16 m und Höhe ca. 0,8 m. Im SW-Teil Granattrichter mit schwachem Aufwurf. Etliche kopfgroße Steine sichtbar. Rand allmählich auslaufend. | 28948978 | BW             |
| 52° 18′ 54″ N, 8° 11′ 48″ O | Haltern 33, Grabhügel     | Durchmesser ca. 6 m und Höhe ca. 0,4 m. Rund. Rand gut abgesetzt. Flache Kuppenmulde. Umgeben von flachem Kreisgraben. | 28948979 | BW             |
| 52° 18′ 54″ N, 8° 11′ 48″ O | Haltern 34, Grabhügel     | Durchmesser ca. 5 m und Höhe ca. 0,4 m. Fast rund. Rand schwach abgesetzt. | 28948980 | BW             |
| 52° 18′ 43″ N, 8° 12′ 2″ O  | Haltern 52, Großsteingrab | Erhalten ist ein ca. 15 m langer und ca. 5 m breiter Hügel von ca. 0,5 m H. in etwa W-O-Orientierung. Der Steinaufbau ist völlig entfernt. Im Bereich des Hügelbettes mehrere kleinere Granitfindlinge und Quarzitgeröll. | 28948981 | BW             |

## Icker
| Lage                       | Bezeichnung        | Beschreibung                                                                                  | ID       | Bild |
| -------------------------- | ------------------ | --------------------------------------------------------------------------------------------- | -------- | ---- |
| 52° 20′ 11″ N, 8° 5′ 50″ O | Icker 1, Grabhügel | Durchmesser ca. 12 m und Höhe ca. 0,7 m. Fast rund. Rand abgesetzt. Kuppenmulde, Baumstümpfe. | 28948982 | BW   |

## Powe
| Lage                                     | Bezeichnung           | Beschreibung | ID       | Bild |
| ---------------------------------------- | --------------------- | --- | -------- | ---- |
| 52° 19′ 25″ N, 8° 7′ 44″ O               | Powe 6, Grabhügel     | Durchmesser ca. 14 m und Höhe ca. 0,9 m. Fast rund. Rand abgesetzt. In der Kuppe und im Randbereich alte flache Eintiefungen. Einige Granitsteine. Abgeflachte Kuppe. | 28949003 | BW   |
| Eschkötterweg 52° 19′ 16″ N, 8° 7′ 28″ O | Powe 8, Grabhügel     | Durchmesser ca. 5 m und Höhe ca. 0,7 m. Rund. Rand abgesetzt. Von doppeltem Kreisgraben umgeben. Gesamt-Dm. 13 m. | 28949004 | BW   |
| 52° 19′ 23″ N, 8° 7′ 7″ O                | Powe 9, Grabhügel     | Durchmesser ca. 20 m und Höhe ca. 0,9 m. Fast rund. Rand sanft auslaufend. Abgeflachte Kuppe, von einer Schneise bzw. einem unbefestigten Weg im O-Bereich überzogen. Direkt neben dem östl. Hügelfuß ein alter Parzellenwall mit vorgelagertem Graben. | 28949005 | BW   |
| 52° 19′ 31″ N, 8° 7′ 13″ O               | Powe 10, Wall         | Ringförmige Erdanlage auf kleiner Bodenerhebung. Auf einer Art kreisförmigen Podest von etwa 30 cm H. und 22 m Dm., umgeben von einem flachen und verwaschenen Kreisgraben mit kaum erkennbarem flachen Bodenwulst davor, findet sich ein ringförmiger Wall von etwa 1 – 1,2 m H., mit einem äußeren Dm. von ca. 12 m und einer inneren, runden Eintiefung von 5 – 6 m Dm. Funktion und Datierung der Anlage unklar. Die bei der Ausgrabung geborgenen Scherben datieren in die jüngere Bronzezeit oder die vorrömische Eisenzeit, sind aber wahrscheinlich sekundär verlagert. | 28954649 | BW   |
| 52° 19′ 32″ N, 8° 7′ 8″ O                | Powe 11, Grabhügel    | Durchmesser ca. 14 m und Höhe ca. 1 m. Fast rund. Rand abgesetzt. Flache Kuppenmulde. | 28949006 | BW   |
| 52° 19′ 24″ N, 8° 7′ 43″ O               | Powe 23, Schalenstein | Rötlich-grauer Granitfindling von dachförmigem Aussehen; Scheitel in O-W-Richtung. L. 1,65 m; Br. am Erdboden 1,2 m; H. im W 0,75 m, abfallend bis 0,55 m im O. An der Schräge nach S 35 cm vom östl. Rand ein Schälchen, Dm. 5 cm; T. 1,5 cm. Im NW eine natürliche Abflachung, mit einer eingetieften Fußsohle, L. 23 cm; Br. 7 – 10 cm. | 28948987 | BW   |
| 52° 19′ 26″ N, 8° 7′ 18″ O               | Powe 24, Grabhügel    | Durchmesser ca. 9 m und Höhe ca. 0,4 m. Unregelmäßig. O-Teil von Weg angeschnitten. Kuppe abgeflacht. | 28948988 | BW   |
| 52° 19′ 46″ N, 8° 6′ 57″ O               | Powe 28, Grabhügel    | Durchmesser ca. 11 m und Höhe ca. 1 m. Fast rund. Rand gut abgesetzt. Abgeflachte Kuppe. Von Tierbauten stark zergraben. | 28948989 | BW   |
| 52° 18′ 25″ N, 8° 7′ 32″ O               | Powe 30, Grabhügel    | Durchmesser ca. 10 m und Höhe ca. 0,5 m. Rund. Rand im S schwach abgesetzt, sonst auslaufend, Kuppenmulde. | 28948990 | BW   |
| 52° 19′ 42″ N, 8° 7′ 5″ O                | Powe 31, Grabhügel    | Durchmesser ca. 10 m und Höhe ca. 1 m. Rund. Rand abgesetzt. Vom nordöstl. zum südwestl. Hügelfuß sichelartige Vertiefung. Am nordwestl. Hügelfuß Fußweg. | 28948991 | BW   |
| 52° 19′ 26″ N, 8° 7′ 27″ O               | Powe 33, Grabhügel    | Durchmesser ca. 16 m und Höhe ca. 0,8 m. Fast rund. Rand schwach abgesetzt. In der Kuppe alte Eingrabung von ca. 7 m Dm. und 0,4 m T. Am N-Rand ein flacher Parzellenwall. | 28948992 | BW   |
| 52° 18′ 45″ N, 8° 8′ 9″ O                | Powe 71, Steinmal     | Rillenstein. Granitfindling mit einer künstlich eingearbeiteten ringförmigen Rille, H. 1,05 m, Br. ca. 0,85 m, D. 0,6 m. Br. der Rille ca. 3 cm. | 28954292 | BW   |

## Vehrte
| Lage                                     | Bezeichnung                     | Beschreibung | ID       | Bild           |
| ---------------------------------------- | ------------------------------- | --- | -------- | -------------- |
| 52° 20′ 1″ N, 8° 8′ 32″ O                | Vehrte 5, Grabhügel             | Durchmesser ca. 16 m und Höhe ca. 0,7 m. Fast rund. Der N-Rand schließt an Parzellenwall an. Einige kleine Sandsteine. Am S-Rand ein Granitfindling. In O-W-Richtung ein weiterer (Parzellen-)Wall (über die N-Hälfte). Weitere Findlinge am O-Rand / W-Rand des Weges entlang des Ackers. | 28948997 | BW             |
| 52° 21′ 0″ N, 8° 9′ 35″ O                | Vehrte 7, Großsteingrab         | Teufelssteine. Rest einer kleinen, ostwestlich gerichteten Kammer mit Gang in der Mitte der Südseite. Vier Träger der südlichen Langwand sind bis auf den westlichen, der etwas nach innen verschoben ist, in situ vorhanden. In der Mitte der Eingang, von dem zwei Träger in situ stehen. Die nördliche Langseite besitzt nur noch drei Träger, die allerdings in situ sind. Ein Träger fehlt, ebenso die Träger der Schmalseiten. Drei Decksteine der Kammer und der Deckstein des Einganges sind vorhanden, sämtlich verschoben oder abgesunken. Die lichte Weite der Kammer beträgt etwa 6 m × 2 m. Von einer Umfassung ist nichts zu bemerken. (Sprockhoff Nr. 916) | 28948998 | Weitere Bilder |
| 52° 20′ 54″ N, 8° 9′ 37″ O               | Vehrte 8, Großsteingrab         | Grablänge außen ca. 6 m; Grabbreite außen ca. 2,7 m. Aus Granitfindlingen aufgebaut. Der Tragstein der südöstl. Stirnseite fehlt. Um das Grab herum liegen mehrere kleine Granitfindlinge. Sprockhoff ist der Ansicht, dass es sich vor allem im Hinblick auf den Querschnitt mit den schräg einwärts geneigten Trägern um einen erweiterten Dolmen handelt. (Sprockhoff Nr. 915) | 28948999 | Weitere Bilder |
| 52° 21′ 7″ N, 8° 8′ 41″ O                | Vehrte 9, Grabhügel             | Durchmesser ca. 7 m und Höhe ca. 0,8 m. O-Rand von Straße angeschnitten; S-Rand angeschnitten in Wiese. Rand schwach abgesetzt. | 28949000 | BW             |
| 52° 21′ 27″ N, 8° 8′ 57″ O               | Vehrte 10, Menhir (Süntelstein) | Großer Menhir mit leichter Neigung nach N. Höhe über dem Boden ca. 3,70 m; Br. 2,65 m; D. 1,70 m. Der Stein zeigt nach oben hin eine Verjüngung, die südl. Breitseite ist ebenmäßig flach, die nördl. Breitseite zeigt alte Aussprünge. Der Stein ist in der Mitte quer gerissen, ein Sprung geht von der oberen Mitte bis auf den Querriss. Seit Beginn 1977 ist der Stein mit einer Fratzendarstellung bemalt worden. Der Stein ist mit großer Wahrscheinlichkeit von Menschen senkrecht aufgestellt worden, archäologische Untersuchungen in der direkten Umgebung haben aber bisher noch nicht stattgefunden.                                                         | 28949001 | Weitere Bilder |
| 52° 19′ 29″ N, 8° 7′ 36″ O               | Vehrte 11, Grabhügel            | Durchmesser ca. 5 m und Höhe ca. 0,4 m. Rund. In der Mitte alte, flache Einsenkung. Rand gut erkennbar abgesetzt, von Kreisgraben umgeben. | 28949002 | BW             |
| Im Gattberg 7 52° 19′ 46″ N, 8° 8′ 13″ O | Vehrte 43, Grabhügel            | Durchmesser ca. 15 m und Höhe ca. 0,5 m. Rund. Randbereiche abgesetzt, Kuppe abgeflacht. | 28954638 | BW             |